# 堀北昌子
堀北 昌子（ほりきた しょうこ、1930年5月5日 - ）は、日本の代表的な映画スクリプター。

## 来歴
二十歳の時、大映京都撮影所に入社。1954年、日活撮影所に移籍。1972年、三船プロを経てフリー。
日活芸術学院の講師も務める。伊丹十三監督との仕事が多い。俳優の堀北幸夫は叔父。
日本映画・テレビスクリプター協会の初代会長。

## 主な作品

### 映画
| 公開年 | 作品名                                  | 担当         | 監督       |
| ------ | --------------------------------------- | ------------ | ---------- |
| 1984年 | お葬式                                  | スクリプター | 伊丹十三   |
| 1987年 | マルサの女                              | スクリプター | 伊丹十三   |
| 1994年 | RAMPO 奥山監督版                        | スクリプター | 奥山和由   |
| 1995年 | ＷＩＮＤＳ ＯＦ ＧＯＤ                  | スクリプター | 奈良橋陽子 |
| 1998年 | 元気の神様                              | スクリプター | 中村幻児   |
| 2000年 | 川の流れのように                        | スクリプター | 秋元康     |
| 2008年 | 夢のまにまに                            | スクリプター | 木村威夫   |
| 2013年 | ひまわり〜沖縄は忘れない あの日の空を〜 | スクリプター | 及川善弘   |

## 受賞歴
- 第16回日本アカデミー賞特別賞
- 文化庁長官賞
- 黄綬褒章